# Северный автовокзал (Кишинёв)
Северный автовокзал (рум. Gara de Nord) — один из трёх автовокзалов города Кишинёва. Расположен в Центральном секторе Кишинёва по адресу улица Каля Мошилор, 2/1. Автовокзал обслуживает как пассажирские перевозки внутри Республики Молдова, так и ряд зарубежных направлений (Украина, Россия, Белоруссия, Азербайджан, Чехия).

## История
С 1997 года кишинёвский Центральный автовокзал перестал справляться с нагрузкой, которая выпала на него в связи с увеличением количества рейсов. Центральный автовокзал был построен для того, чтобы обслуживать в основном пригородные автобусные маршруты. С их увеличением автовокзал стал испытывать перегрузку. Количество стоянок было незначительным, а техническое состояние – далёким от нормы. Выхлопные газы серьёзно мешали жителям близлежащих домов в центре города. По оценкам специалистов, Южный автовокзал, построенный в последние годы Советской власти, только частично смог решить проблему.
В 2001 году власти города объявили о начале строительства Северного автовокзала. Были приняты к рассмотрению несколько вариантов площадки для постройки автовокзала. Одна из них была в районе тракторного завода. Другая на улице Каля Басарабией. Третья — на перекрестке улиц Соколень и Каля Орхеюлуй. Вначале было оговорено, что заказчиком данного объекта выступит Министерство транспорта и связи Республики Молдова. Тем не менее, в течение полутора лет этот вопрос не был решён. Примэрия (мэрия) Кишинёва стала искать заказчика строительства самостоятельно.
В ноябре 2001 года главный архитектор города Кишинёва Владимир Модыркэ, сообщил прессе, что роль инвестора и заказчика взяла на себя фирма «Екстремум». Площадкой для постройки стал участок площадью 2,17 гектара на пересечении улиц Измаильской и Каля Мошилор, недалеко от Табачного комбината. По словам главного архитектора города, это был самый оптимальный и экономически выгодный вариант. К тому же, по улице Измаильской транспортные потоки следуют не только в северном направлении.
Первую очередь строительства автовокзала предполагалось окончить не позднее 1 декабря 2004 года. Проектировщиком Северного автовокзала и строителем стала кишиневская фирма «Lascont». Первая очередь автовокзала была открыта в феврале 2005 года. Были открыты небольшой зал ожидания, камера хранения багажа, билетные кассы (в которых можно приобрести билеты на любой из трёх автовокзалов Кишинёва в любом направлении). На Северный автовокзал были переведены с Центрального 100 автобусных рейсов. 20 февраля 2004 года перевели ещё 150 рейсов. В марте перевели ещё 100 рейсов. Был запланирован маршрут общественного городского транспорта, который должен был связать кратчайшим путём все три автовокзала города. Этот проект не был осуществлён, однако маршрут, на котором можно добраться до каждого из трёх автовокзалов Кишинёва, на самом деле существует — маршрутное такси № 109.

## Общественный транспорт
До Северного автовокзала Кишинёва можно добраться:
1. На троллейбусах № 9, № 13 и № 20;
2. На маршрутных такси № 107, 109, 113, 173, 191 и других.

## Автобусные маршруты

### Междугородные
- Алчедар
- Александрены
- Баксаны
- Баласинешты
- Балатина
- Барабой
- Бельцы
- Боканы
- Нижние Борошаны
- Браништы
- Бричаны
- Бурсучень
- Бутор
- Варатик
- Васияны
- Веверица
- Висока
- Гаузены
- Германешть
- Глодяны
- Григориополь
- Гриманкауцы
- Гэлэшэнь
- Дондюшаны
- Дрокия
- Дуруитоаря Ноуэ
- Егорень
- Единцы
- Екимоуцы
- Жапка
- Загорены
- Зэиканы
- Старые Каинары
- Старые Каракушаны
- Карманово
- Казанешты
- Кертиш
- Кетросу
- Кишкэрень
- Старые Кицканы
- Клокушна
- Кобыльня
- Коба
- Кондратешты
- Константиновка
- Коржеуцы
- Корнова
- Кошкодень
- Костешты
- Большие Котюжены
- Малые Котюжаны
- Котово
- Игнацей
- Иленуцы
- Липчены
- Липник
- Лунга
- Матеуцы
- Медвежа
- Мешены
- Моноилешты
- Мыдрешть
- Нападова
- Нижние Климауцы
- Нихорень
- Окница
- Отаки
- Перерыта
- Петрешть
- Печиштя
- Пипень
- Плоть
- Пражила
- Резина
- Рыбница
- Рэдиул Маре
- Сахарна
- Скаень
- Скулень
- Сокол
- Сороки
- Спея
- Теленешты
- Теребна
- Тешкурены
- Тыршицей
- Унгены
- Хородишты
- Христовая
- Хынкэуцы
- Хынчешты
- Царёвка
- Циплешты
- Черлина
- Четирень
- Чулукань
- Чучулям
- Ширауць
- Шолданешты
- Шофрынканы
- Шурь

### Международные
| Украина: - Борисполь - Вапнярка - Днепр - Донецк - Запорожье - Каховка - Каменка - Киев - Коблево - Подольск - Черноморск | - Львов - Николаев - Одесса - Полтава - Сергеевка - Скадовск - Умань - Харьков - Херсон - Хмельницкий - Черновцы | Россия: - Белгород - Воронеж - Краснодар - Москва - Санкт-Петербург - Сочи - Старый Оскол | Чехия: - Карловы Вары - Плзень - Прага Азербайджан: - Баку Беларусь: - Минск Польша: - Варшава |

### Транзитные
| - Бельцы — Григориополь - Бельцы — Одесса - Бельцы — Херсон - Вулканешты — Бельцы - Кагул — Бельцы - Кагул — Сороки | - Комрат — Москва - Измаил — Бельцы - Ниспорень — Одесса - Одесса — Бельцы - Одесса — Сороки - Оргеев — Одесса | - Рени — Бельцы - Сороки — Одесса - Тирасполь — Липчень - Тирасполь — Рышканы - Тирасполь — Бельцы - Херсон — Бельцы |